# Bob Hansen

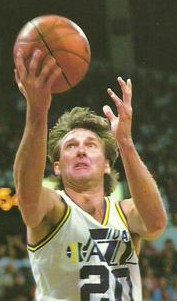
Bob Hansen, 1988.

Robert Louis "Bob" Hansen III, född 18 januari 1961 i Des Moines i Iowa, är en amerikansk före detta professionell basketspelare (PG/SG) som tillbringade nio säsonger (1983–1992) i den nordamerikanska basketligan National Basketball Association (NBA), där han spelade för Utah Jazz, Sacramento Kings och Chicago Bulls. Under sin karriär gjorde han 3 952 poäng (6,8 poäng per match), 947 assists och 1 282 rebounds, räddningar från att bollen ska hamna i nätkorgen, på 575 grundspelsmatcher. Han ingick det andra året i Chicago Bulls dynastilag som dominerade NBA mellan 1990 och 1998, där han var med om att vinna den andra av deras sex NBA-mästerskap som de bärgade under den tidsperioden.
Hansen draftades i tredje rundan i 1983 års draft av Utah Jazz som 54:e spelare totalt.